# Voda (skladba)
»Voda« je nesojena slovenska evrovizijska skladba in singel Ane Soklič iz leta 2020. Skladbo sta napisala Ana Soklič (glasba, besedilo) in Bojan Simončič (glasba).

## EMA 2020
22. februarja 2020 jo je Sokličeva premierno predstavila na 26. izvedbi EME, a se kasneje ni pojavila na Evroviziji 2020 v Rotterdamu, kamor bi morala odpotovati, saj je bila ta zaradi covida-19 odpovedana.

## Evrovizija 2020
Ker je Evrovizija 2020 zaradi pandemije koronavirusa odpadla, je Ana Soklič brez nacionalnega tekmovanja dobila pravico, da nastopi na Pesmi Evrovizije 2021 v Rotterdamu, tako kot vsi ostali evrovizijski tekmovalci leta 2020, a tokrat z novo skladbo »Amen«.

## Snemanje
Skladba je bila izdana na uradni album kompilaciji prireditve Eurovision 2020 - A Tribute To The Artists And Songs pri založbi Universal Music Group na zgoščenki.

## Zasedba

### Produkcija
- Ana Soklič – glasba, besedilo
- Bojan Simončič – glasba
- Žiga Pirnat – aranžma, orkestracija, producent

### Studijska izvedba
- Ana Soklič – vokal
- Péter Pejtsik – dirigent

## Maxi single / extended play
Pretočne datoteke
- 1. »Voda« (Evrovizija 2020) – 3:01
- 2. »Voda« (Appolo Radio Remix) – 3:06
- 3. »Voda« (Žiga Murko Remix) – 3:22
- 4. »Voda« (Cinematic) – 3:03
- 5. »Voda« (EMA 2020) – 2:58
- 6. »Voda« (Evrovizija 2020, karaoke) – 3:00
- 7. »Voda/Water« (Evrovizija 2020, angleška verzija) – 3:04
- 8. »Temni svet« – 3:19

## Videospot
Decembra 2020 je izšel uradni videospot, ki sta ga režirala Ana Soklič in Bojan Simončič. Posneli so ga v produkciji skupine Panorama.